# Jawbox
Jawbox war eine amerikanische Post-Hardcore-Band aus Silver Spring, Maryland, die von 1989 bis 1997 aktiv war.

## Bandgeschichte
Jawbox wurde 1989 vom vorherigen Bassisten der Washingtoner Hardcore-Band Government Issue, J. Robbins, Adam Wade (Schlagzeug) und Kim Coletta gegründet. Robbins fungierte in seiner neuen Band als Gitarrist und Sänger, während Coletta den Bass übernahm.
Ihr erstes Album Grippe wurde 1990 eingespielt und 1991 von Dischord Records veröffentlicht. Es enthält eine Coverversion des Joy-Division-Stücks Something Must Break und wurde von Girls-Against-Boys-Mitglied Eli Janney aufgenommen. Nach den Aufnahmen stieß Bill Barbot als zweiter Gitarrist hinzu. In dieser Besetzung nahm die Gruppe ihr zweites Album auf. Novelty wurde von Iain Burgess produziert, der zuvor vor allem mit Punkbands aus Chicago wie Naked Raygun, Pegboy und Big Black gearbeitet hatte. Schlagzeuger Wade verließ die Band kurz darauf und schloss sich Shudder to Think an. Er wurde von Zachary Barocas ersetzt.
Jawbox verließen Dischord Records und unterzeichneten einen Vertrag beim Major Label Atlantic Records. Dort erschienen 1994 und 1996 weitere Alben. 1997 trennte sich die Band und Robbins gründete Burning Airlines.

## Diskographie

### Alben
- 1991: Grippe (Dischord Records)
- 1992: Novelty (Dischord Records)
- 1994: For Your Own Special Sweetheart (Atlantic Records)
- 1996: Jawbox (Atlantic Records)

### EPs
- 1990: Jawbox (DeSoto Records)
- 1991: Split mit Jawbreaker
- 1992: Tongues (Dischord Records)
- 1993: Jackpot Plus (Dischord Records)
- 1995: Your Choice Live – Split mit Leatherface (Your Choice Records)